# فرخنده‌های زرین
فرخنده‌های زرین (نام علمی: Bangsia) یک سرده از پرندگان نوگرمسیری از تیرهٔ فرخندگان است. آنها بومی جنگل‌های نمناک کلمبیا، اکوادور، پاناما و کاستاریکا هستند.
این سرده دارای شش گونه است:
- فرخنده آبی‌وزرین، Bangsia arcaei
- فرخنده سیاه‌وزرین، Bangsia melanochlamys
- فرخنده سینه‌زرین، Bangsia rothschildi
- فرخنده پشت‌خزه‌ای، Bangsia edwardsi
- فرخنده رگه‌زرین، Bangsia aureocincta
- فرخنده سبزوزرد، Bangsia flavovirens